# Astrognosie
Die Astrognosie (aus dem Griechischen: „Sternenkenntnis“) ist die historische Bezeichnung für die Beschäftigung mit der Anordnung von Himmelskörpern und Asterismen (Sternbildern) am Sternhimmel, die man mit bloßem Auge sehen kann, einschließlich der Planeten und der Namen der einzelnen Objekte.
Zum Betätigungsfeld gehört:
- die Einteilung des Sternhimmels in einen Satz Sternbilder – heute wird eine Auswahl von 88 verschiedenen Asterismen dazu verwendet
- die Erfassung der Zugehörigkeit von Fixsternen zu den Sternbildern, das spielt insbesondere in der astronomischen Nomenklatur der Sternbenennung mit griechischem Buchstaben und Sternbild eine Rolle
- die Darstellung der Sternbildgrenzen auf Sternkarten und durch Projektion des Sternhimmels in einem Planetarium
- die freiäugige Beobachtung von Sternschnuppen und der Bahnen von Feuerkugeln.

Dieses Themenfeld ist als Teilgebiet der Taxonomie der Astronomie zu sehen, das Grundlagen für die Systematik der astronomischen Phänomenologie und beobachtenden Astronomie erarbeitete.
Astrognosie steht neben den anderen klassischen Fachgebieten der Astronomie: Die Erforschung der physikalischen Eigenschaften (Astrophysik), sowie der Eigenbewegungen (Astrometrie) der Sterne, und Berechnung der Sternörter und Positionen der Himmelskörper (Himmelsmechanik, Ephemeridenrechnung).
In der historischen Astronomie beschäftigt man sich auch mit den Entwicklungen der heutigen Sternbilder, und den Asterismen, die in anderen Kulturen verwendet wurden (bzw. außerhalb der modernen internationalen Astronomie auch heute noch Verwendung finden). Dabei arbeitet man auch mit der Archäoastronomie und dem Kalenderwesen zusammen, da die Figuren am Sternhimmel die Grundlagen früher historischer Himmelskalender bilden.
Die Astrognosie bildet geschichtlich gesehen auch eine Grundlage der Astrologie, die sich mit dem möglichen Einfluss der Sterne befasst.

## Astrognosie und Sphärik
Für viele Aufgaben der Astrognosie sind gute Kenntnisse der Sphärik – insbesondere der Himmelskoordinaten – erforderlich: z. B. für die Festlegung von Sternbildgrenzen, der Zuordnung von Kometenörtern oder die genaue Dokumentation der Bahnen heller Meteore.
In der heutigen Ausbildung von Astronomen werden diese Themen praktisch nicht behandelt, oft nicht einmal die sphärische Astronomie. Dieses Manko wurde bereits 1932 auf einem Astronomenkongress von Oswald Thomas bemängelt, doch hat sich daran wenig geändert. Am ehesten wird die Thematik noch in Studienrichtungen der Geodäsie behandelt.
Der Gründer des Österreichischen Astronomischen Vereins und Doyen der modernen Meteorastronomie äußerte sich zu ihrer Notwendigkeit speziell in der Dokumentation von Kometen- und Meteorbahnen folgendermaßen:

„Die Astrognosie bildet mit der sogenannten “elementaren” […], auch Sphärik und astronomische Erdkunde einschließenden Himmelskunde das Stiefkind der Astronomenschaft – ganz zu Unrecht und zum Schaden der Wissenschaft. In diesem Sinn hatte ich am 5. September 1932 […] der IAU eine Empfehlung abgegeben: ‚Der Fortschritt der wissenschaftlichen Meteorastronomie hängt letzten Endes ebenso von der Güte der vorliegenden Meteorberichte ab, wie die Resultate bei Berechnung von Kometen von der Güte der teleskopischen Festlegungen. Meldungen über Feuerkugeln hängen in ihrer Brauchbarkeit direkt davon ab, inwieweit die zufälligen Beobachter (meist Nichtastronomen) mit den Sternbildern und elementaren sphärischen Begriffen vertraut sind‘. Laienmeldungen über eine Feuerkugel gewinnbringend zu erfassen ist ohne astrognostische Beherrschung der Sphäre eine Unmöglichkeit. Leider war in den letzten Jahren [diesbezüglich] unter der Hörerschaft unserer Universität ein geringes Interesse für allgemein-astronomische Gegenstände zu verzeichnen.“